# M23 (rebeller)

Provinsen Norra Kivu i Kongo-Kinshasa.

M23 (Mouvement du 23-Mars) är en rebellrörelse i provinsen Norra Kivu i östra Demokratiska republiken Kongo (Kongo-Kinshasa). Rörelsen bildades i april 2012 av soldater ur den kongolesiska armén Forces Armées de la République Démocratique du Congo (FARDC) som gjort myteri. Man ansåg att regeringen brutit mot det fredsavtal som träffats mellan regeringen och tutsi-milisen Congrès National pour la Défense du Peuple (CNDP) några år tidigare. Strider bröt ut mellan FARDC och M23, men i november 2013 gav M23 upp.
2021 tog M23 upp kampen igen och hösten 2022 pågår åter strider mellan armén och M23.

## Bakgrund

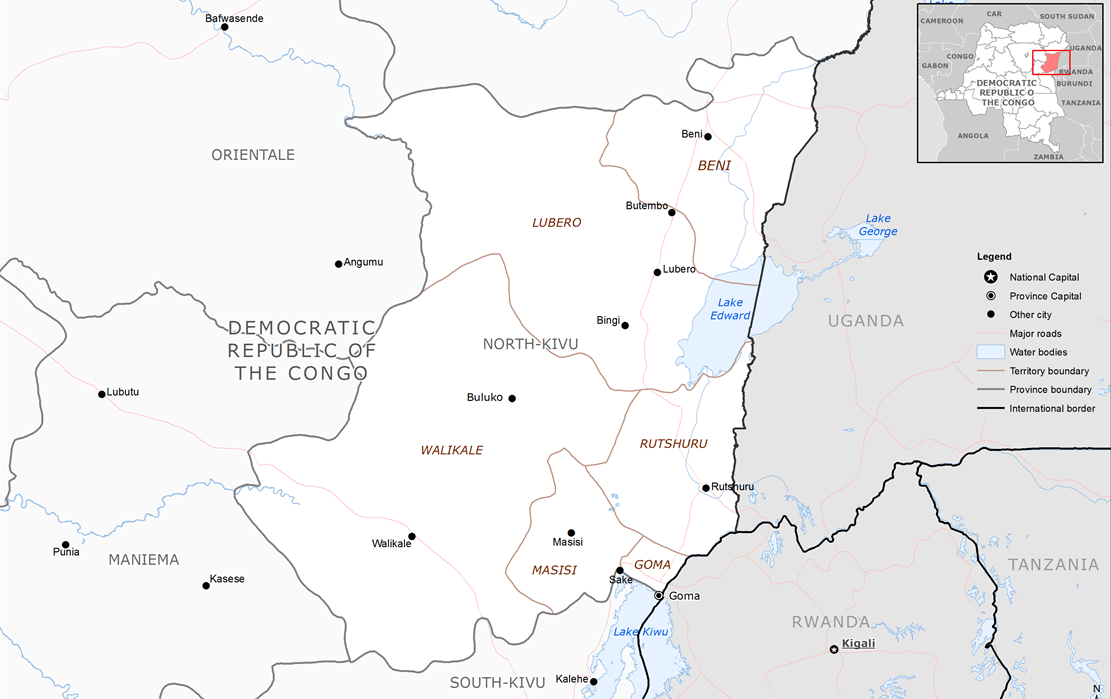
Norra Kivu.

De kongolesiska provinserna Norra och Södra Kivu har präglats av våld och oroligheter sedan 1990-talet. Området är tätt befolkat och etniskt splittrat. Det är också mycket rikt på mineralfyndigheter. Kongos regering och armé har utmärkts av korruption och haft liten auktoritet i området. I stället har olika miliser dikterat villkoren för befolkningen, ofta på ett brutalt sätt. En av dessa har varit M23.
Folkmordet i grannlandet Rwanda 1994 då mer än 800 000 människor ur folkgruppen tutsier mördades kan ses som upphovet till M23 i Kongo. De ansvariga för massmorden ansågs vara hutuer, en annan folkgrupp i Rwanda, ledda av Rwandas regering och hutunationalistiska milisgrupper. När tutsidominerade Front Populaire Rwandais (FPR) tog kontroll över Rwanda flydde mer än 1,5 miljoner hutuer över gränsen till Zaire, nuvarande Kongo-Kinshasa. Bland dem fanns cirka 25 000 beväpnade hutusoldater och dessa blev nu ett hot mot tutsier bosatta i Norra Kivu. FPR skickade sin egen milis till området och beväpnade tutsierna som bodde där medan Zaires president Mobutu Sese Seko stödde Hutu-milisen.
De följande åren drabbades Zaire/Kongo av flera krig. Det tredje kriget, 2006-2009, berörde hutu/tutsi-frågan. Kongolesiska regeringstrupper slogs mot Congrès national pour la défense du peuple (CNDP) som stöddes av Rwanda, särskilt i deras kamp mot hutumilisen Forces Démocratiques de Libération du Rwanda (FDLR). CNDP hade även som mål att störta den kongolesiska regeringen, samt troligen också att gynna Rwandas ekonomiska intressen i östra Kongo (som landet hette nu). Interna strider inom CNDP gjorde att man gav upp kampen i början av 2009. I de vapenstillestånds- och fredsavtal mellan CNDP och regeringsarmén FARDC som följde, kom man överens om att 6 200 CNDP-rebeller skulle integreras i den kongolesiska armén. Tutsierna Bosco Ntaganda och Sultani Makenga blev generaler i regeringsarmén. Ntaganda var sedan 2006 eftersökt av Internationella brottmålsdomstolen ICC, anklagad för krigsförbrytelser. CNDP övergick till att bli ett politiskt parti.

## 2012-2013

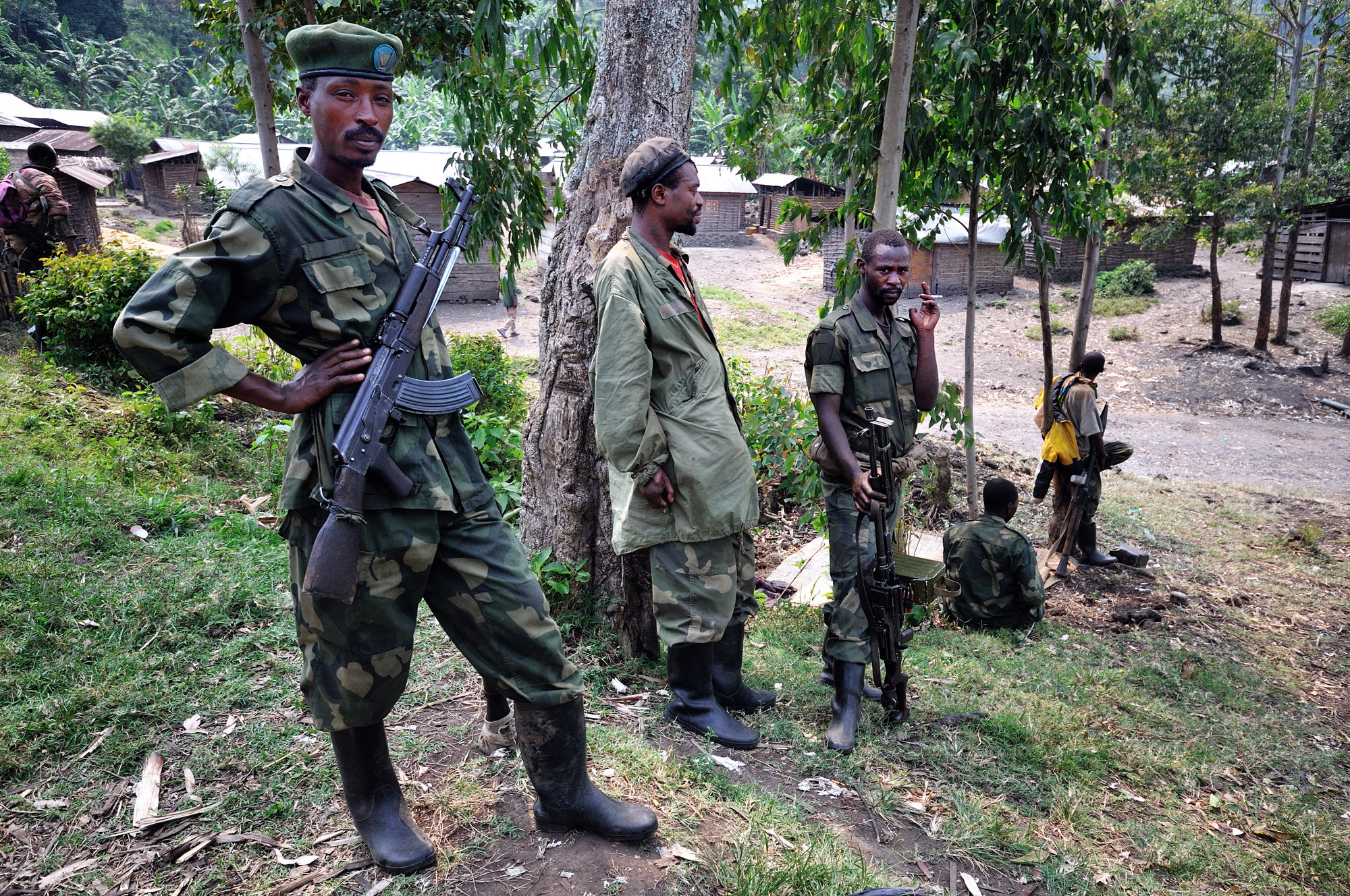
M23-soldater i Bunagana 2012, Norra Kivu.

De forna CNDP-soldaterna inom armén, ledda av Ntaganda och Makenga, fick allt större makt i Kivu-provinserna. Man blev också inblandad i smuggling av guld och andra mineraler. Från 2012 försökte regeringen därför att stegvis avveckla CNDP-strukturen. I april meddelade Kongos president Joseph Kabila att han skulle medverka till att Ntaganda kunde arresteras. Ntaganda och Makenga gjorde då myteri mot FARDC och fick med sig 300-1000 soldater (antalet varierar mellan olika källor). De flesta av dessa hade tidigare stridit inom CNDP. Den nya rörelsen antog namnet M23 efter datumet för fredsavtalet 2009, 23 mars, ett avtal som man menade att regeringen brutit mot.
M23 kunde ganska snabbt ta kontroll över områden i Norra Kivu nära Uganda och Rwanda. En orsak var rent militär duglighet, en annan att man gjorde allianser med andra rebellgrupper. Upproret välkomnades också till en början av befolkningen i området som härjats av smugglarnätverk och drabbats av korruption, men organisationen Human Rights Watch rapporterade att både regeringsarmén och M23 gjorde sig skyldiga till grova krigsförbrytelser. 
M23 installerade en egen regering med biskop Jean-Marie Runiga som politisk ledare. Inkomster kom från gruvor, vägskatter, avgifter för att passera gränsen mot Uganda, reguljära skatter, avgifter från turister som ville besöka nationalparker samt från plundring av byar.
I en skrivelse från FN i juli 2012 rapporterades att Rwanda hade stött M23 med utrustning, logistik och trupper. M23 hade även tagit emot instruktioner direkt från grannlandet. Rwanda hade ekonomiska bevekelsegrunder och önskade även använda Kivu-provinserna som en buffertzon mot hutu-rebeller. Regeringen i Rwanda förnekade anklagelserna.
20 november 2012 intog M23 miljonstaden Goma, provinshuvudstad i Norra Kivu. I staden fanns sedan tidigare soldater från FN-styrkan MONUSCO men dessa hade inte mandat att ingripa. M23 lämnade efter en tid Goma och intog i stället ställningar norr om staden. I februari 2013 skedde en splittring mellan M23-ledarna Ntaganda och Makenga. Ntaganda flydde till den amerikanska ambassaden i Rwanda, redo att möta ICC.
Omvärlden reagerade mot det Rwandastödda upproret med att frysa en stor del av biståndet till Rwanda och bemyndigade också FN:s trupper i Goma att ingripa mot M23. Följden blev att det rwandiska stödet försvagades och att M23 kunde besegras i november 2013.

## 2022-
Kivu-provinserna har fortsatt att vara ett våldsdrabbat område. Sammantaget beräknas 2022 över 120 beväpnade grupper härja i östra Kongo, bland dem fortfarande hutu-milisen FDLR och ett återuppståndet M23.
2022 gick M23 till attack mot den kongolesiska armén i Norra Kivu. Kongos president Félix Thisekedi har vid flera tillfällen under 2022 riktat anklagelser mot Rwanda, som han hävdar stödjer M23. Samma beskyllningar framfördes i en FN-rapport sommaren 2022. I rapporten sägs också att det finns ett samarbete mellan den kongolesiska armén och grupper som var inblandade i folkmordet i Rwanda. Regeringen i Rwanda förnekar för sin del inblandning även om man hotat med att ingripa. I stället pekar man ut FDLR som regionens stora säkerhetshot. FN-insatsen MONUSCO finns kvar i området men har inte kunnat stoppa M23 som, enligt FN, är en modern armé med tunga vapen som är mer avancerade än MONUSCOs beväpning.
Grannländerna Kenya, Sydsudan, Burundi och Uganda har beslutat att intervenera militärt för att försöka skapa lugn i området. I Ugandas fall handlar det dels om att bekämpa den islamistiska gerillan ADF, med ursprung i Uganda och med band till Islamiska Staten. Dessutom för Uganda, liksom Rwanda, med hjälp av lokala miliser och delar av Kongos armé över stora mängder metaller, till exempel kobolt, till sina länder där de integreras i den nationella ekonomin och exporteras.